# BSP – Stânga Unită
BSP – Stânga Unită (bulgară: БСП – обединена левица, romanizat: BSP – Obedinena Levitsa), anterior cunoscută ca BSP pentru Bulgaria (bulgară: БСП за България, romanizat: BSP za Bŭlgariya) până în 2024, este o coaliție electorală din Bulgaria condusă de Partidul Socialist Bulgar. Este o coaliție de tip big tent care reunește partide socialist-democratice, comuniste, naționaliste de stânga, verzi și social-democrate. În ceea ce privește Uniunea Europeană, majoritatea membrilor au o poziție pro-europeană, în timp ce o minoritate are o poziție eurosceptică. De la fondarea ei coaliția a participat la alegeri sub mai multe denumiri.

## Membrii coaliției
| An & Nume                       | Partide membre |
| ------------------------------- | --- |

Logo-ul BSP pentru Bulgaria (2021-2024)

| 1991 Ca Uniunea Preelectorală   | - BLP - Partidul Socialist Bulgar - Partidul Creștin Republican - Era-3 - FBSM - Partidul Național Liberal–Stefan Stambolov - Partidul Patriotic al Muncii - PKhZhD - SDPD - SMS |
| 1994 / 1997 Ca Stânga Democrată | - Partidul Socialist Bulgar(Balgarska Socialisticheska Partiya) - Uniunea Agrară "Aleksandar Stamboliyski" (Zemedelski Sayuz "Aleksandar Stamboliyski") - Clubul Politic "Ecopublicitate" (Politicheski Klub "Ekoglasnost") |
| 2001 / 2005                     | - Partidul Socialist Bulgar(Balgarska Socialisticheska Partiya). - Partidul Social Democraților Bulgari (Partiya Balgarski Sotsialdemokrati) - Uniunea Populară Agrară Bulgară "Alexander Stamboliyski" (Balgarski Zemedelski Naroden Sayuz "Aleksandar Stamboliyski") - Mișcarea Politică "Social Democrații" (Politicesko Dvizhenie "Socialdemokrati") - Partidul Comunist din Bulgaria (Komunisticheska Partiya na Bulgaria) - Mișcarea pentru Umanism Social (Dvizhenie za Sotsialen Humanizam) - Uniunea Civilă "Rromii" (Graždansko Obedinenie "Roma") - Partidul Verde din Bulgaria (Zelena Partiya na Bulgaria) |
| 2009                            | - Partidul Socialist Bulgar (Balgarska Socialisticheska Partiya) - Partidul Social Democraților Bulgari (Partiya Balgarski Sotsialdemokrati) - Uniunea Agrară "Aleksandar Stamboliyski" (Zemedelski Sayuz "Aleksandar Stamboliyski") - Partidul Comunist din Bulgaria (Komunisticheska Partiya na Bulgaria) - Mișcarea pentru Umanism Social (Dvizhenie za Sotsialen Humanizam) - Uniunea Civilă "Rromii" (Graždansko Obedinenie "Roma") - Noii Zori (Nova Zora) |
| 2013                            | - Partidul Socialist Bulgar (Balgarska Socialisticheska Partiya) - Partidul Social Democraților Bulgari (Partiya Balgarski Sotsialdemokrati) - Uniunea Agrară "Aleksandar Stamboliyski" (Zemedelski Sayuz "Aleksandar Stamboliyski") - Partidul Comunist din Bulgaria (Komunisticheska Partiya na Bulgaria) - Mișcarea pentru Umanism Social (Dvizhenie za Sotsialen Humanizam) - Uniunea Civilă "Rromii" (Graždansko Obedinenie "Roma") - Noii Zori (Nova Zora) - Securitatea și integrarea europeană (Evropeyska sigurnost i integratsiya) |
| 2014 Ca BSP - Stânga Bulgară    | - Partidul Socialist Bulgar (Balgarska Socialisticheska Partiya) - Partidul Social Democraților Bulgari (Partiya Balgarski Sotsialdemokrati) - Uniunea Agrară "Aleksandar Stamboliyski" (Zemedelski Sayuz "Aleksandar Stamboliyski") - Partidul Comunist din Bulgaria (Komunisticheska Partiya na Bulgaria) - Mișcarea pentru Umanism Social (Dvizhenie za Sotsialen Humanizam) - Uniunea Civilă "Rromii" (Graždansko Obedinenie "Roma") - Noii Zori (Nova Zora) - Securitatea și integrarea europeană (Evropeyska sigurnost i integratsiya) - Socialdemokrats (Sotsialdemokrati) - Social Democrații Uniți (Obedinena sotsialdemokratsiya) - Uniunea Comuniștilor din Bulgaria (Sayuz na Komunistite v Balgariya) - Ecoglasnost (Ekoglasnost) - Partidul Comuniștilor din Bulgaria (Partiya na Balgarskite Komunisti) |
| 2017 Ca BSP pentru Bulgaria     | - Partidul Socialist Bulgar - Partidul Social Democraților Bulgari - Partidul Comunist din Bulgaria - Ecoglasnost - Noii Zori - Uniunea Agrară "Aleksandar Stamboliyski" - Trakiya |
| 2021 Ca BSP pentru Bulgaria     | - Partidul Socialist Bulgar - Partidul Comunist din Bulgaria - Ecoglasnost - Noii Zori - Trakiya |
| 2022–2023 BSP pentru Bulgaria   | - Partidul Socialist Bulgari (Balgarska sotsialisticheska partiya) - Ecoglasnost (Ekoglasnost) - Clubul Politic „Trakiya” (Politicheski klub "Trakiya") |
| June 2024 BSP pentru Bulgaria   | - Partidul Socialist Bulgari (Balgarska sotsialisticheska partiya) - Ecoglasnost (Ekoglasnost) - Moralitate, Inițiativă, Patriotism (MIR) - Clubul Politic „Trakiya” (Politicheski klub "Trakiya") |
| October 2024 BSP – Stânga Unită | - Alternativa pentru Renașterea Bulgariei (Alternativa za balgarsko vazrazhdane) - Partidul Socialist Bulgar (Balgarska sotsialisticheska partiya) - Social Democrația Bulgară – Stânga Europeană (Bŭlgarska sotsialdemokratsiya – Evrolevitsa) - Primăvara Bulgară (Bŭlgarskata prolet) - Partidul Comunist din Bulgaria (Komunisticheska partiya na Bulgaria) - Ecoglasnost (Ekoglasnost) - Securitate și Integrare Europeană (Evropeyska sigurnost i integratsiya) - Mișcarea pentru Umanism Social (Dvizhenie za sotsialen humanizam) - Moralitate, Inițiativă, Patriotism (MIR) - Mișcarea 21 (Dvizhenie 21) - Ridică-te Bulgarie (Izpravi se.BG) - Clubul Politic „Trakiya” (Politicheski klub "Trakiya") - Uniunea pentru Patrie (Sŭyuz za Otechestvoto)                                                        |

## Rezultate Electorale
| Alegeri        | Voturi    | %     | Locuri    | Poziție | Guvern             |
| -------------- | --------- | ----- | --------- | ------- | ------------------ |
| 1991           | 1,836,050 | 33.14 | 106 / 240 | 2       | Opoziție           |
| 1994           | 2,262,943 | 43.50 | 125 / 240 | 1       | Majoritate         |
| 1997           | 939,308   | 22.44 | 58 / 240  | 2       | Opoziție           |
| 2001           | 783,372   | 17.15 | 48 / 240  | 3       | Opoziție           |
| 2005           | 1,129,196 | 30.95 | 82 / 240  | 1       | Coaliție           |
| 2009           | 748,114   | 17.70 | 40 / 240  | 2       | Opoziție           |
| 2013           | 942,541   | 26.61 | 84 / 240  | 2       | Coaliție           |
| 2014           | 505,527   | 15.40 | 39 / 240  | 2       | Opoziție           |
| 2017           | 955,490   | 27.19 | 80 / 240  | 2       | Opoziție           |
| aprilie 2021   | 480,124   | 14.75 | 43 / 240  | 3       | Alegeri anticipate |
| iulie 2021     | 365,695   | 13.39 | 36 / 240  | 3       | Alegeri anticipate |
| Noiembrie 2021 | 267,816   | 10.07 | 26 / 240  | 4       | Coaliție           |
| 2022           | 232,958   | 8.98  | 25 / 240  | 5       | Alegeri anticipate |
| 2023           | 225,914   | 8.94  | 23 / 240  | 5       | Opoziție           |
| Iunie 2024     | 151,557   | 6.85  | 19 / 240  | 5       | Alegeri anticipate |
| Octombrie 2024 | 184,403   | 7.32  | 20 / 240  | 5       | Coaliție           |